# Jacques Fouquières
Jacques Fouquier ou Jacques Fouquières (c. 1590/91 - 1655)  foi um pintor de paisagens de origem flamenga. Depois de estudar em Antuérpia, trabalhou em vários lugares, onde frequentemente obteve nomeações como pintor da corte, incluindo de reis franceses. Ele obteve grande sucesso e uma reputação muito elevada durante sua vida e foi até referido como o 'Ticiano Flamengo'. Seu trabalho foi influente em sua época e foi amplamente divulgado graças às reproduções de vários gravadores contemporâneos.

## Biografia

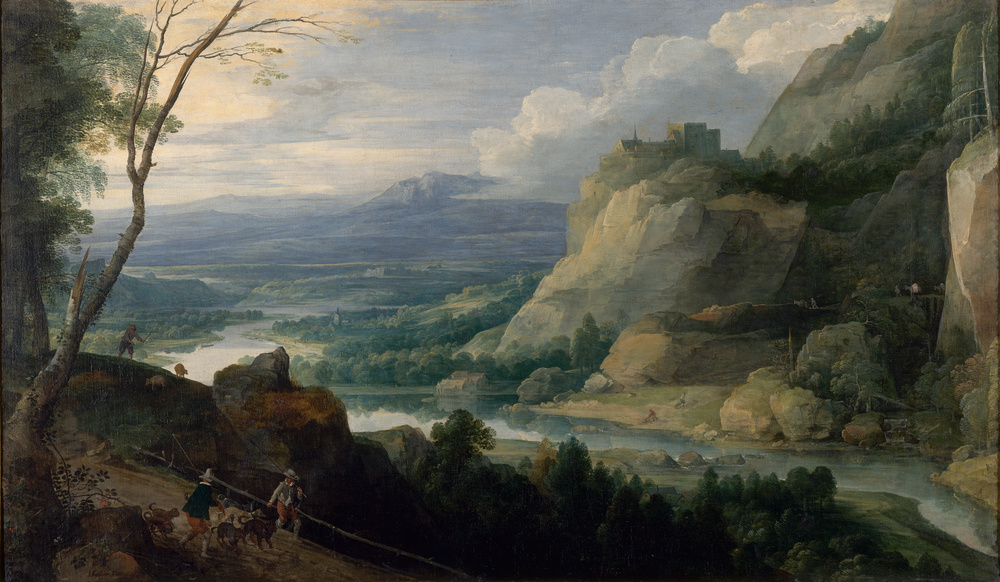
Paisagem com caçadores.

Pouco se sabe com certeza sobre a vida de Jacques Fouquier. Acredita-se que ele tenha nascido na Antuérpia por volta de 1580. Wolfgang Stechow conseguiu mostrar em 1930 que sua data de nascimento deveria ser por volta de 1590. Ele chegou a essa conclusão com base em uma inscrição autográfica de Fouquier em um desenho datado de 1604, mantido na Coleção de Arte da Universidade de Göttingen (inv. No. H 465). O desenho contém no canto inferior direito a inscrição IF jaques foucquier me feciet aetatis suae 13 iaer 1604 5 ianvarer ('IF Jacques Foucquier fez-me com 13 anos no ano de 1604 a 5 de Janeiro). Não há nenhuma evidência documental para provar seu local de nascimento. O historiador da arte barroco alemão do século XVII, Joachim von Sandrart, afirmou que Fouquier era o descendente de uma boa família de Flandres. Uma assinatura em um dos primeiros desenhos após Jan Brueghel, o Velho, indica que ele usou o nome francês em uma idade precoce, o que possivelmente sugere que seus ancestrais eram uma comunidade de língua francesa.
Em 1614 ele foi registrado como um pintor mestre sob o nome de Jacques Foucque nos registros da Guilda de São Lucas de Antuérpia. O registro não menciona quem foi seu mestre. Alguns historiadores da arte propuseram um estágio primeiro com Joos de Momper, um proeminente pintor de paisagens e, mais tarde, com Jan Brueghel, o Velho, um pintor prolífico e colaborador regular de Rubens. Embora não haja nenhuma evidência documental para tais aprendizagens, eles são apoiados por motivos estilísticos. Embora alguns biógrafos acreditem que ele deixou Antuérpia logo após 1614, outros afirmam que ele ainda é mencionado na Antuérpia em 1616. Ele foi possivelmente registrado na Guilda de São Lucas em Bruxelas em 1616 como aluno de Arnould van Laken e tornou-se cidadão da cidade de Bruxelas no mesmo ano.

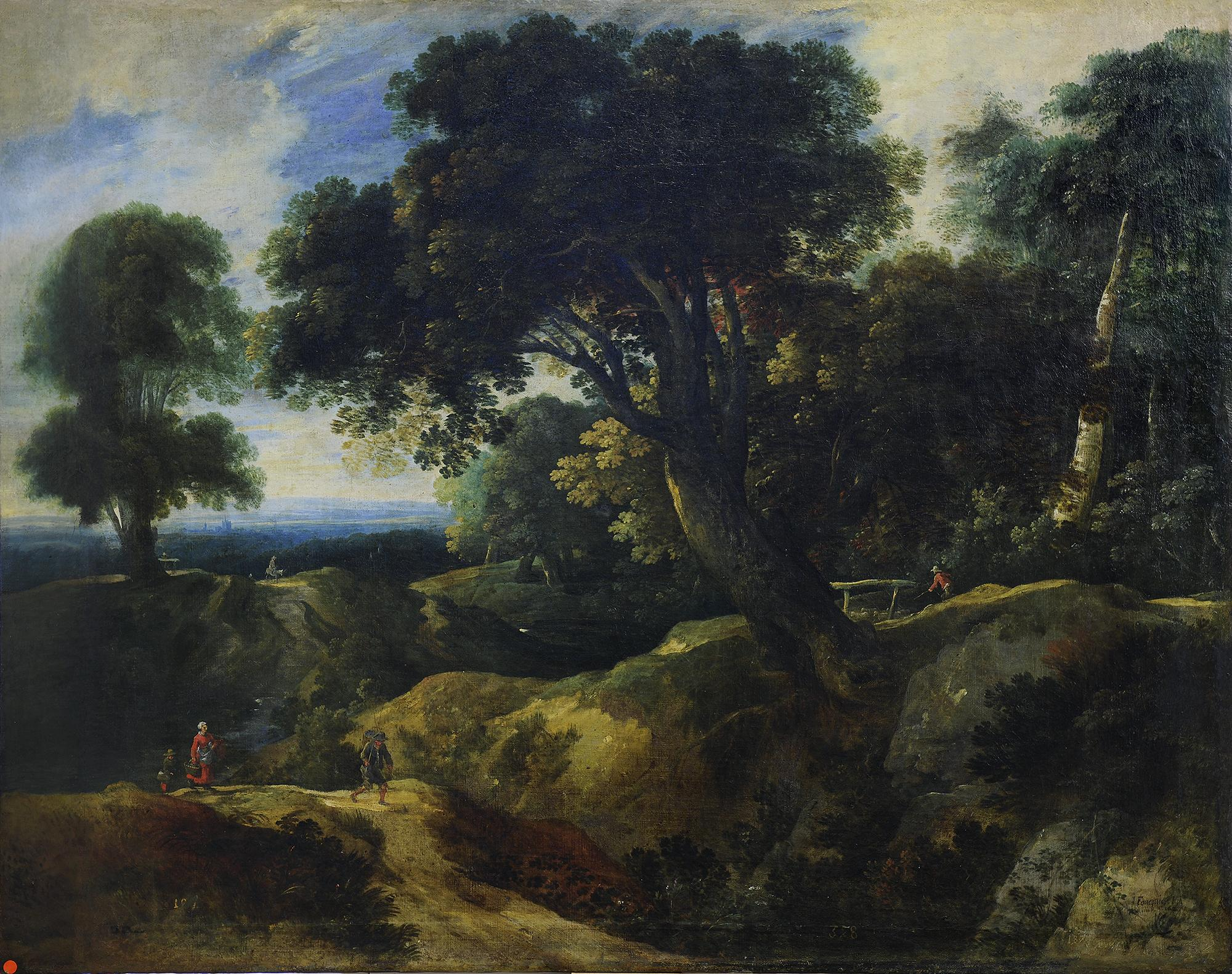
Paisagem com uma árvore pendurada acima de um caminho

No período entre 1616 e 1619 trabalhou em Heidelberg na corte da arte amando Frederico V, o Eleitor Palatino . Ele estava encarregado do programa decorativo para o novo 'Englischer Bau' (edifício inglês) do Castelo de Heidelberg, que foi construído especialmente para a noiva inglesa do eleitor, Elizabeth Stuart . Ele também pintou uma vista do Hortus Palatinus e do Castelo de Heidelberg durante esta época (antes de 1620, ( Museu Kurpfälzisches, Heidelberg). De 1619 a 1621 ele estava de volta a Bruxelas, onde Philippe de Champaigne foi um de seus alunos. Ele possivelmente viajou por volta de 1620 para a Itália, onde residiu por um tempo em Roma.
O mais tardar em 1621, estabeleceu-se em Paris, onde se tornou o pintor da corte do rei Luís XIII . O monarca o elevou ao título de nobreza em 1626. Esta marca de distinção é dita por Dezallier d'Argenville por tê-lo tornado tão vaidoso, que depois ele sempre pintou com a espada ao seu lado. Em 15 de julho de 1626, o rei o encarregou de fazer planos, pinturas e vistas de paisagens para a Grande Galerie do palácio do Louvre. Para executar esta comissão, Fouquier viajou para Toulon em 1626, Aix-en-Provence em 1627, Toulon e Marselha em 1629 e Toulon e Aix-en-Provence em 1632 e Toulon em 1633. Parece que ele era um pintor lento (ou mesmo preguiçoso), pois apenas em 1632 os cidadãos de Toulon puderam enviar a primeira de suas duas grandes pinturas ao rei. Reza a lenda que essa encomenda foi a causa de um conflito público entre Foucquier e Nicolas Poussin no verão de 1641. Foi provocado pela atitude exigente de Foucquier em relação a Poussin em relação à decoração da Grande Galerie do palácio do Louvre. Foucquier insistia que suas paisagens fossem a decoração principal.
Fouquier viveu em 1644 com os artistas flamengos Philippe Vleughels, Pieter van Mol, Willem Kalf, Nicasius Bernaerts e Peter van Boucle em Paris. Ele morreu no final de 1655 em uma sala que lhe foi dada pelo pintor Sylvain no Fauxbourg Saint Jacques em Paris. O inventário de sua propriedade foi feito em 4 de janeiro de 1656 a pedido de seus credores. Seus parcos bens são evidências de que ele passou por tempos difíceis no final de sua vida.
Seus alunos incluíam Philippe de Champaigne, Matthieu van Plattenberg e Etienne Rendu.

## Obra
Fouquier foi um pintor e desenhista de paisagens especializado. Embora suas pinturas agora sejam escassas, desenhos de toda a sua carreira são preservados em várias coleções. As vistas da cidade que ele fez para o rei da França se perdem, assim como uma série de grandes paisagens que ele fez para as Tulherias . Ao contrário de muitos de seus contemporâneos, ele geralmente se encarregava da pintura da equipe em suas paisagens. Isso não impediu uma colaboração com Rubens em uma paisagem com um sátiro perseguindo uma ninfa que fazia parte da coleção do arquiduque Leopold Wilhelm da Áustria, na qual Rubens pintou o sátiro e a ninfa e Fouquier a paisagem.

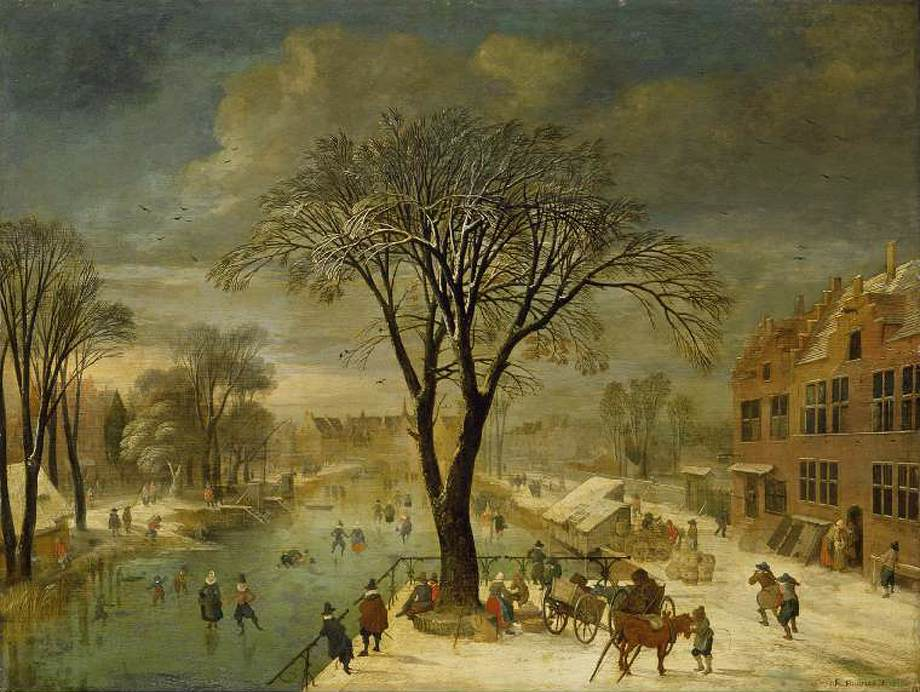
Paisagem de inverno, 1617, Museu Fitzwilliam

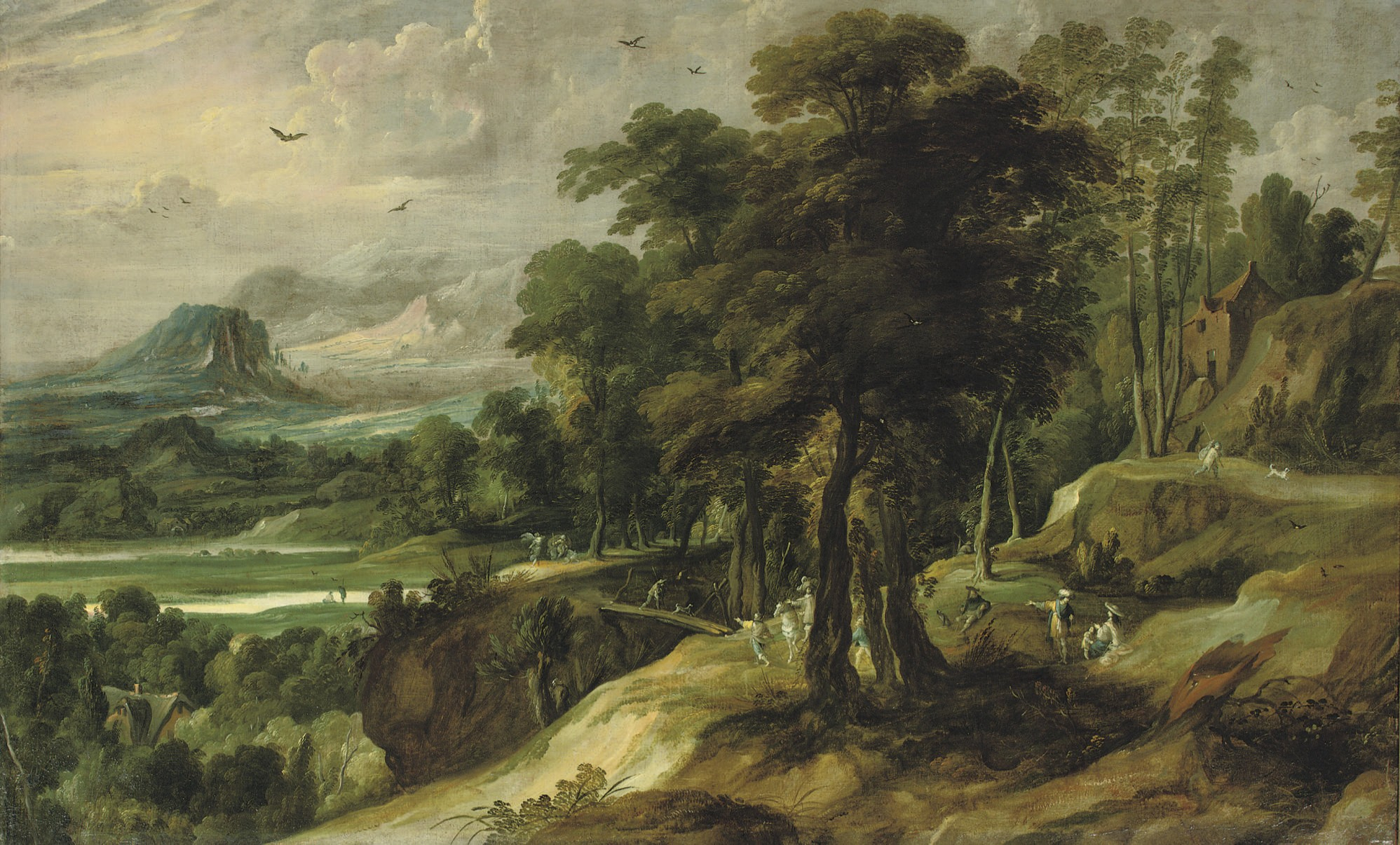
Extensa paisagem de rio com o anjo aparecendo nas nádegas de Balaão

Seus primeiros trabalhos mostraram as características do estilo do Norte prevalente no final do século XVI e início do século XVII, representado pelas obras de Joos de Momper e Jan Brueghel, o Velho, que ainda dependia da tradição da paisagem mundial iniciada no início do século XVI. Esta tradição mostrou uma preferência por vistas panorâmicas com rochas escarpadas à distância e uma paleta azul esverdeada. A influência dessa tradição é visível em sua primeira pintura conhecida, a paisagem de inverno de 1617, agora no Museu Fitzwilliam . Esta obra também mostra a influência de pintores holandeses como Adriaen van de Venne e Hendrick Avercamp . A Paisagem com caçadores (assinada e datada de 31 de julho de 1620, Musée d'Arts de Nantes ) é desse mesmo período e mostra a influência de Momper. As figuras agitadas da paisagem são pintadas pelo próprio Fouquier e são típicas de sua obra.

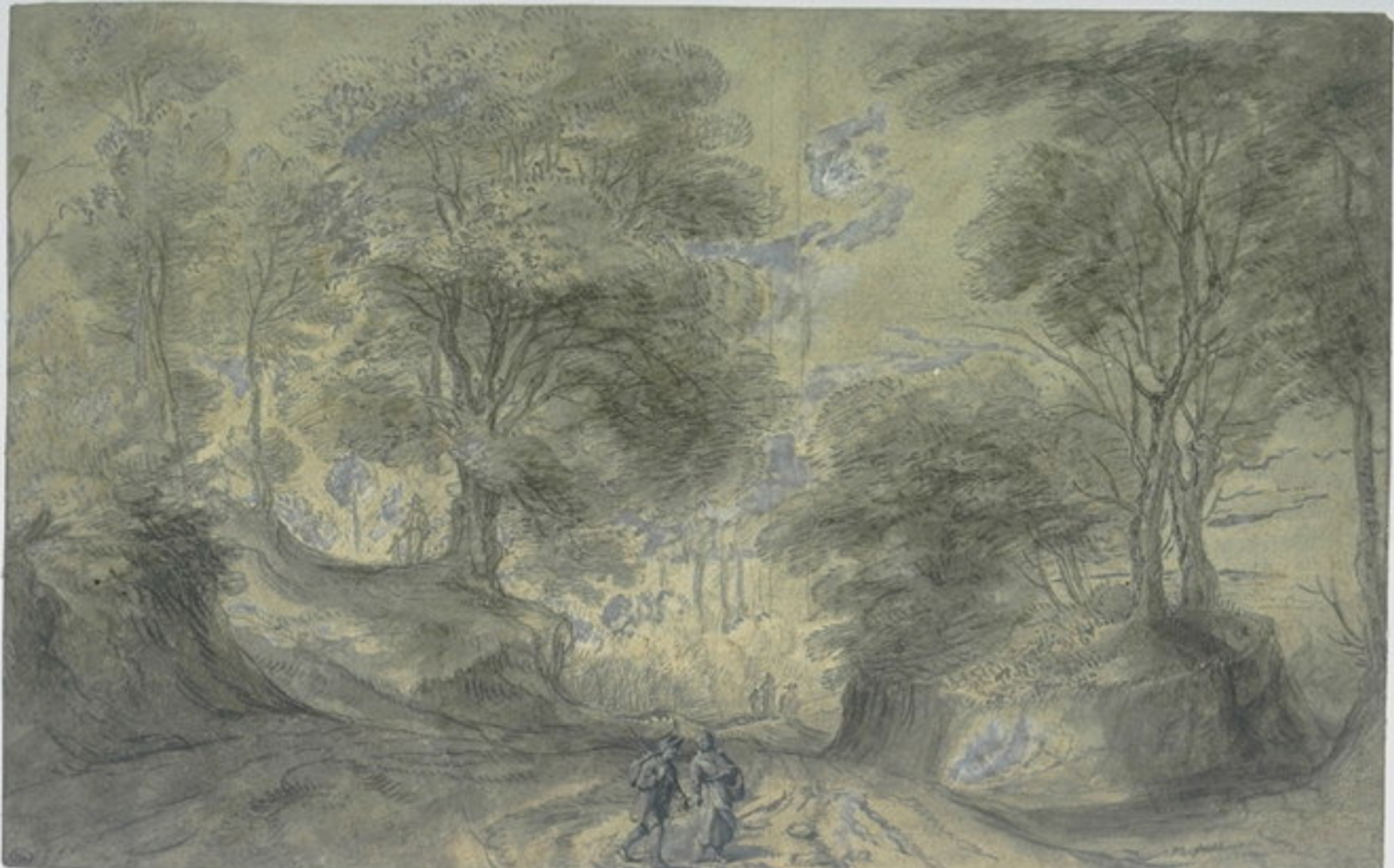
Paisagem com duas figuras em uma estrada descendo por entre as árvores

Em sua paisagem da floresta de 1622 ( Museu Wallraf-Richartz )  ele rompeu com essa tradição, abandonando as amplas paisagens panorâmicas em favor de um foco estreito na representação de uma árvore escura e um grupo de árvores. Nesse desenvolvimento, ele seguiu os passos de Gillis van Coninxloo uma geração antes dele. Ele não segue van Coninxloo na direção de uma exibição mais naturalística de folhas, mas mantém o tratamento esquemático e abreviado da folhagem para se concentrar mais nas novas ideias composicionais: espaço uniforme no primeiro plano e no meio, em vez da estratificação de o primeiro plano, o meio-termo e porções distantes e as rochas românticas da escola de Momper, apenas uma perspectiva ocasional à distância, maior capacidade de atrair o observador para a imagem e, acima de tudo, uma harmonização de cores com mais ênfase na luz e na direção da luz: O esquema de cores, especialmente no fundo, aponta para desenvolvimentos posteriores no século XVII, como visto nas obras de Gaspard Dughet e Jacques d'Arthois . Foi levantada a questão de saber se a mudança no estilo é atribuível às colaborações de Fouquier com Rubens. Nenhuma obra claramente documentada após a mudança de estilo é conhecida. Existem, no entanto, muitos desenhos autenticados que indicam que na época Fouquier foi muito influenciado pela tendência classicizante de Carracci e Paul Bril, que então estava sendo introduzida na França pelas obras de Poussin, Claude Lorrain e Gaspard Dughet .
Muitas das obras de Fouquier foram gravadas por artistas contemporâneos, incluindo Alexander Voet, o Jovem, Matthieu van Plattenberg, Jan Baptist de Wael, Jean Morin, Gabriel Perelle, Jean-Jacques de Boissieu, Nicolas Cochin e Ignatius van der Stock . As gravuras fornecem um registro das obras em grande escala de Fouquier que foram produzidas depois de sua mudança para a França, a maioria das quais foram destruídas ou não foram localizadas. Eles mostram que durante todo o período francês Fouquier permaneceu fiel ao estilo que adotou a partir de 1622.
ligação=|direita|miniaturadaimagem